# دبوویتس (استان اوپوله)
دبوویتس (به لهستانی: Dębowiec) یک منطقهٔ مسکونی در لهستان است که در گمینا پرودنگک واقع شده‌است. دبوویتس ۴۰ نفر جمعیت دارد.